# Логарифмічний потенціал
Логарифмічний потенціал — функція, визначена в ℝ2 як згортка узагальненої функції ρ з функцією -ln|z|:
{\displaystyle V=-\rho \ln |z|.}
Логарифмічний потенціал задовольняє рівняння Пуассона V = −2πρ. За аналогією з ньютонівським потенціалом можна розглядати три окремі випадки логарифмічного потенціалу.

## Фізичний зміст
Фізичний зміст логарифмічних потенціалів полягає в тому, що вони відповідають потенціалу, який створюють заряди (або маси) у двовимірній електростатиці (або двовимірній ньютонівській гравітації), розподілені з (двовимірною) густиною ρ. З точки зору звичайної тривимірної електростатики, йдеться про електростатичний потенціал, який створює розподіл зарядів, що має трансляційну симетрію за однією з просторових осей (за віссю, ортогональною до площини, декартові координати на якій є компоненти вектора z, або його дійсна і уявна частина, якщо вважати z комплексним числом), іншими словами, розподіл зарядів, що не залежить від третьої координати, сталий за нею (потенціал зарядженої нитки).

## Потенціал площі
{\displaystyle V(z)=\iint \limits _{G}\rho (\zeta )\ln {\frac {1}{|z-\zeta |}}d\xi \,d\eta ,\qquad \zeta =\xi +i\eta .}
Якщо {\displaystyle \rho (z)\in C({\overline {G}})}, то сам потенціал {\displaystyle V(z)\in C^{1}(\mathbb {R} ^{2})} гармонічний в {\displaystyle \mathbb {R} ^{2}\setminus G} і
{\displaystyle V(z)=\ln {\frac {1}{|z|}}\iint \limits _{G}\rho (\zeta )d\xi \,d\eta +O\left({\frac {1}{|z|}}\right),\ |z|\rightarrow \infty .}
Тут, як це часто роблять, маємо на увазі подання {\displaystyle \mathbb {R} ^{2}} як комплексної площини; втім, у межах визначень це несуттєво, й у цьому сенсі тут можна всюди замінити комплексні змінні {\displaystyle \zeta ,\ z} просто двовимірними векторами, а модуль комплексного числа — евклідовою нормою {\displaystyle \mathbb {R} ^{2}}, а якщо {\displaystyle \rho } також комплексна, можна розглядати окремо її дійсну та уявну частини.

## Логарифмічний потенціал простого шару
{\displaystyle V^{(0)}(z)=\mu \delta _{S}\ln {\frac {1}{|z|}}=\int \limits _{S}\mu (\zeta )\ln {\frac {1}{|z-\zeta |}}dS_{\zeta }.}
Якщо {\displaystyle \mu (z)\in C(S)}, то сам потенціал {\displaystyle V^{(0)}(z)\in C(\mathbb {R} ^{2})} гармонічний в {\displaystyle \mathbb {R} ^{2}\setminus S} і
{\displaystyle V^{(0)}(z)=\ln {\frac {1}{|z|}}\int \limits _{S}\mu (\zeta )dS_{\zeta }+O\left({\frac {1}{|z|}}\right),\ |z|\rightarrow \infty .}
Якщо S — крива Ляпунова, то потенціал має похідні, причому на самій кривій спостерігається їх розрив:
{\displaystyle \left({\frac {\partial V^{(0)}}{\partial \mathbf {n} }}\right){\Bigg |}_{+}=-\pi \mu (z)+{\frac {\partial V^{(0)}(z)}{\partial \mathbf {n} }},}
{\displaystyle \left({\frac {\partial V^{(0)}}{\partial \mathbf {n} }}\right){\Bigg |}_{-}=\pi \mu (z)+{\frac {\partial V^{(0)}(z)}{\partial \mathbf {n} }}.}

## Логарифмічний потенціал подвійного шару
{\displaystyle V^{(1)}(z)=-\ln {\frac {1}{|z|}}*{\frac {\partial }{\partial \mathbf {n} }}(\nu \delta _{S})=\int \limits _{S}\nu (\zeta ){\frac {\partial }{\partial \mathbf {n} }}\left(\ln {\frac {1}{|z-\zeta |}}\right)dS_{\zeta }=\int \limits _{S}\nu (\zeta ){\frac {\cos \varphi }{|z-\zeta |}}dS_{\zeta },}
де φ — кут між нормаллю в точці ζ і радіус-вектором, проведеним у цю точку з точки z.
Якщо {\displaystyle \nu (z)\in C(S)}, то сам потенціал {\displaystyle V^{(1)}(z)} гармонічний у {\displaystyle \mathbb {R} ^{2}\setminus G} і
{\displaystyle V^{(1)}(z)=O\left({\frac {1}{|z|}}\right),\ |z|\rightarrow \infty .}
Якщо S — крива Ляпунова, то:
{\displaystyle V^{(1)}\in C({\overline {G}})\cap C(S)\cap C(\mathbb {R} ^{2}\setminus G)}
і
{\displaystyle V_{+}^{(1)}(z)=\pi \nu (z)+V^{(1)}(z),}
{\displaystyle V_{-}^{(1)}(z)=-\pi \nu (z)+V^{(1)}(z).}
Якщо, до того ж, густина — стала величина, потенціал дорівнює
{\displaystyle V^{(1)}={\begin{cases}-2\pi \nu ,\ z\in G,\\-\pi \nu ,\ z\in S,\\0,\ z\in \mathbb {R} ^{2}\setminus {\overline {G}}.\end{cases}}}